# Luciano Ercoli
Luciano Ercoli, noto anche con lo pseudonimo di André Colbert (Roma, 19 ottobre 1929 – Barcellona, 15 marzo 2015), è stato un regista, produttore cinematografico e sceneggiatore italiano.

## Biografia
Il suo primo credito cinematografico è stato come aiuto regista per il film Capitan Fantasma del 1953, diretto da Primo Zeglio. Successivamente, negli anni '60, Ercoli è stato produttore cinematografico, prima di debuttare alla regia nel 1970, dirigendo il film giallo Le foto proibite di una signora per bene, che ha anche prodotto e curato. Ercoli ha continuato a dirigere molti altri film all'inizio della metà degli anni '70, tra cui Troppo rischio per un uomo solo (1973) e Il figlio della sepolta viva (1974), quest'ultimo con lo pseudonimo di André Colbert.
Ercoli è stato sposato con l'attrice spagnola Nieves Navarro, più conosciuta nell'ambiente cinematografica col nome di Susan Scott, che è apparsa in molti dei suoi film gialli, come La morte cammina con i tacchi alti (1971) e La morte accarezza a mezzanotte (1972). Navarro/Scott è apparsa anche in ruoli minori in Le foto proibite di una signora per bene (1970) e negli spaghetti western prodotti da Ercoli come Una pistola per Ringo e Il ritorno di Ringo (entrambi del 1965). Ercoli, descritto come "uno dei primi registi a saltare sul carro del thriller", si ritirò dall'industria cinematografica alla fine degli anni '70.
L'ultimo film di Ercoli è stato La Bidonata del 1977; noto anche come The Big Ripoff, è stato distribuito come extra sull'uscita in DVD del thriller italiano Colt 38 Special Squad.

### Vita privata
Sposato con l'attrice spagnola Nieves Navarro, volto noto nel cinema italiano degli anni sessanta e settanta, si era trasferito a vivere in Spagna con lei.

## Filmografia

### Regista
- Troppo rischio per un uomo solo (1973)
- La polizia ha le mani legate (1974)
- Il figlio della sepolta viva (1974)

### Produttore
- Odissea nuda, regia di Franco Rossi (1961)
- Il comandante, regia di Paolo Heusch (1963)
- Che fine ha fatto Totò Baby?, regia di Ottavio Alessi (1964)
- Totò d'Arabia, regia di José Antonio de la Loma (1965)
- Donne, mitra e diamanti (Le gentleman de Cocody), regia di Christian-Jaque (1965)
- Una pistola per Ringo, regia di Duccio Tessari (1965)
- Il ritorno di Ringo, regia di Duccio Tessari (1965)
- Kiss Kiss... Bang Bang, regia di Duccio Tessari (1966)
- I lunghi giorni della vendetta, regia di Florestano Vancini (1967)
- Ognuno per sé, regia di Giorgio Capitani (1968)

### Sceneggiatore
- Assassination, regia di Emilio P. Miraglia (1967)
- Qualcuno ha visto uccidere... (Un par de zapatos del '32), regia di Rafael Romero Marchent (1974)

### Regista e produttore
- Le foto proibite di una signora per bene (1970)
- La morte cammina con i tacchi alti (1971)
- La morte accarezza a mezzanotte (1972)

### Regista e sceneggiatore
- Lucrezia giovane (1974)
- La bidonata (1977)

### Aiuto regista
- I girovaghi, regia di Hugo Fregonese (1956)